# Jerónimo de Ataíde, 6.º Conde da Castanheira
D. Jerónimo de Ataíde, 2.º conde de Castro Daire e 6.º conde da Castanheira, foi um fidalgo e político português do século XVII, que serviu a coroa espanhola até à celebração do Tratado de paz de 1668 e regressou a Portugal depois dessa data, para tomar posse dos seus condados.

## Biografia
Nasceu cerca de 1579 e morreu em Lisboa em 12 de dezembro de 1669. Era filho do 1.º conde de Castro Daire, D. António de Ataíde e de D. Ana de Lima, herdeira do 6.º senhor de Castro Daire.
Ficou em Espanha, depois da Restauração, e foi mordomo-mor da Rainha Isabel de Bourbon, mulher do rei Filipe IV de Espanha. Exerceu ainda o cargo de aio do Príncipe Baltazar Carlos, de grande relevância na corte espanhola. 
Pertenceu ao Conselho de Estado e ao Conselho de Portugal, em Madrid. 
Filipe IV o fez Marquês de Colares, após a Restauração, pelo que o título já não teve validade em Portugal; e deu-lhe também a promessa do ducado de Benavente, quando (e se) recuperasse Portugal.
D. Jerónimo de Ataíde, porém, nunca pegou em armas contra Portugal.
Concluída a paz, em 1668, por estar abrangido no artigo 8.º do tratado de 13 de fevereiro desse ano, regressou a Portugal no mês de novembro, "a comer o seu condado". 
Depois da sua morte, o título de conde da Castanheira foi renovado e confirmado na pessoa do seu genro (casado com D. Ana de Ataíde e Castro, filha de D. Jerónimo), Simão Correia da Silva - vedor da Fazenda, governador do Algarve e membro do Conselho de Estado - por carta de 27 de janeiro de 1670.
O título de conde de Castro Daire passou para o seu filho D. Jorge de Ataíde, que foi assim 3.º Conde desse título. Casado em LIsboa (Santa Justa),  a 27.10.1658, com D. Guiomar de Távora Sousa Faro e Veiga (que depois passaria a segundas núpcias com o 3.º Conde de Castelo Melhor), teve geração, um filho, D. António de Ataíde e Castro, que seguiu a carreira eclesiástica, sendo Fidalgo-capelão da corte, pelo que não se encartou no título e faleceu sem sucessão. 

## Casamento e descendência
Casou com D. Helena de Castro, filha de D. João de Castro, senhor de Reriz e Benviver, Sul, Penela e Resende, e D. Juliana de Távora; com geração, mencionada acima.

## Obra
Escreveu, além de compêndios de genealogia, «Información sobre Haver de Preceder en el Consejo de Portugal, supplicando de la nueva forma de precedencias y Respondiendo a los errados informes que se dieron a S. Magestad».